# Ari Gold
Pour les articles homonymes, voir Gold.
Cet article concerne le chanteur américain. Pour le personnage de la série Entourage, voir Ari A. Gold.
Ari Daniel Gold né le 11 février 1974 et mort le 14 février 2021, est un chanteur américain de R'n'b à New York dans le Bronx, ouvertement homosexuel depuis le début de sa carrière.

## Biographie
Ari Gold a grandi dans le Bronx. Il a été découvert alors qu'il chantait lors de la bar-mitsvah de son frère à l'âge de cinq ans. Ari commence alors sa carrière professionnelle de chanteur en chantant pour le rôle principal de Pot Belly Bear: Songs and Stories sur CBS. L'album est disque de platine et permet à Ari Gold d'être invité à chanter avec Diana Ross sur son album Swept Away. Il enregistre ses premières démos à douze ans et commence à écrire ses propres chansons à quatorze ans. Après avoir été diplômé au lycée Yeshiva de Manhattan, Ari suit des études en musique et culture à l'université Yale et obtient son diplôme en arts à l'université de New York.
Il commence à chanter dans des clubs new-yorkais avant de publier son premier album studio original en 2000. Son album éponyme retient l'attention des critiques à la fois de la grande presse et de la presse gay pour être le premier album R&B/pop à parler ouvertement d'homosexualité. L'album obtient en 2002 l'Outmusic Award du meilleur premier album.
En 2004, Space Under Sun, son deuxième album, est publié sur son propre label GOLD18 Records. Cet album consolide la place d'Ari Gold sur la scène musicale et lui permet d'obtenir en 2005 l'Outmusic Award de l'album de l'année. Ari Gold tourne son premier clip Wave of you qui obtient une nomination en tant que meilleur clip vidéo de 2005 aux MTV Awards aux côtés de Madonna, Mariah Carey, Janet Jackson et Christina Aguilera.
Il meurt en 2021 d'une leucémie.

## Discographie

### Albums
- 2000 - Ari Gold
- 2004 - Space Under Sun
- 2005 - The Remixes
- 2007 - Transport Systems
- 2011 - Between the Spirit & the Flesh

### Singles
- 2001 - I'm All About You
- 2005 - Love Will Take Ovr
- 2008 - Where The Music Takes You
- 2009 - Human

## Clips
- Wave Of You (réalisé par Guy Guido)
- Love Will Take Over
- Where The Music Takes You (réalisé par Joe Phillips)
- Human (réalisé par Aaron Cobbett)